# 林士菁
林士菁，福建省福州府閩縣人，清朝政治人物、同進士出身。
光緒六年（1880年）庚辰科殿試三甲第67名進士。同年五月，著交吏部掣签，分发各省以知县即用。任江苏宿迁知县。光绪二十九年（1903年），改当地钟吾书院为钟吾学堂，并亲题堂名，开当地近代教育之先。